# QSL

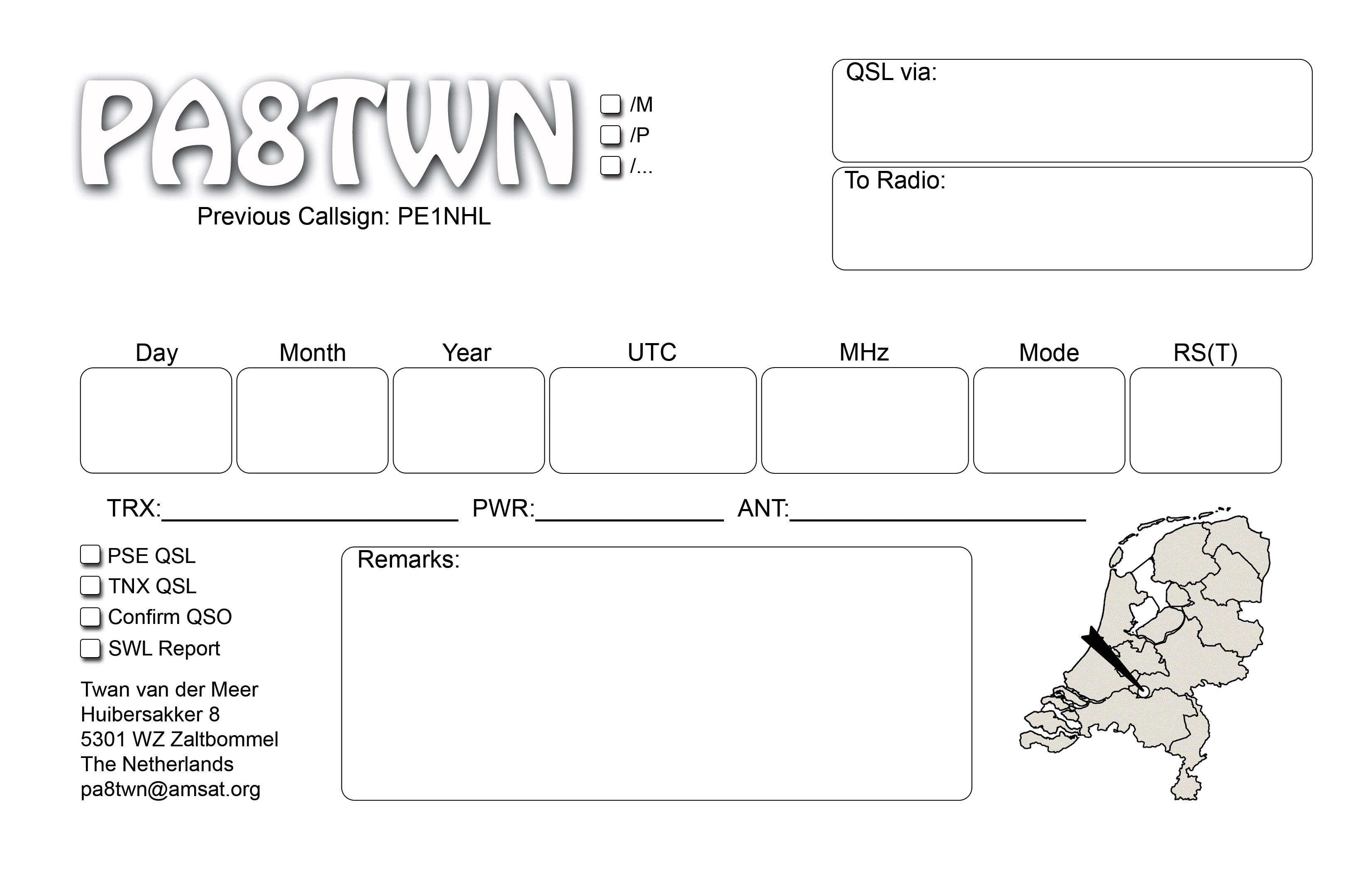
Achterkant van Nederlandse QSL-kaart van Twan de PA8TWN

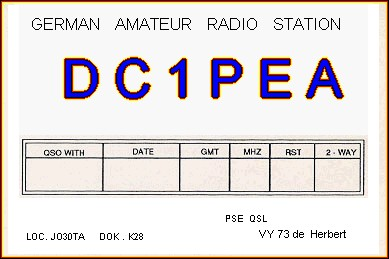
Voorbeeld van een Duitse QSL-kaart

Een QSL of QSL-kaart is een briefkaart van 14 cm x 9 cm die gebruikt wordt door zendamateurs als schriftelijk bewijs dat een bepaalde verbinding heeft plaatsgevonden tussen twee stations.
De kaarten worden door de ontvanger meestal aan de muur van zijn 'shack' gehangen.
Aan de voorzijde van een QSL-kaart staat meestal een foto die betrekking heeft op de afzender (een foto van het land, de omgeving, de persoon zelf...). Aan de achterzijde staan de gegevens over de gemaakte verbinding. Deze gegevens bestaan meestal uit datum, tijd en de frequentie waarop de verbinding is gemaakt. Ook zaken als het type zendontvanger, antenne, zendvermogen en mode (SSB, CW, FM) staan hier vermeld.
Veel landen reiken certificaten uit indien men een bepaald aantal van een soort QSL-kaarten ontvangen heeft, bijvoorbeeld als men met elke provincie van het land radiocontact heeft gehad.
Om het opsturen van QSL-kaarten goedkoper te maken dan het versturen met gewone post verzamelen verenigingen zoals UBA, VRA, VRZA en VERON de kaarten en sturen ze door in grote pakketten. De uiteindelijke afhandeling van deze grote pakketten wordt verzorgd door het Dutch QSL bureau. Dit is een van de schakels van een wereldwijd netwerk van QSL-bureaus.
De benaming van de kaart komt van het woord QSL uit de Q-code wat wil zeggen "Ik bevestig de ontvangst".
De volgende gegevens vindt men vaak terug op een QSL-kaart:
- de roepnaam van beide stations
- een rapport over de kwaliteit van de verbinding (RST)
- de gebruikte frequentieband en frequentie
- de gebruikte modulatie
- de tijd (altijd in UTC)

Luisteramateurs zonder zendvergunning kunnen ook QSL-kaarten versturen, hiermee bevestigen ze dan dat ze het gesprek van de twee tegenstations gehoord of gezien hebben.